# Gare d’Étriché – Châteauneuf
Gare d'Étriché - Châteauneuf – przystanek kolejowy w Étriché, w departamencie Maine i Loara, w regionie Kraj Loary, we Francji. Jest zarządzany przez SNCF (budynek dworca) i przez RFF (infrastruktura). Obsługuje również gminę Châteauneuf-sur-Sarthe.
Przystanek jest obsługiwany przez pociągi TER Pays de la Loire.

## Położenie
Znajduje się na linii Le Mans – Angers, w km 283,197, między stacjami Morannes i Tiercé, na wysokości 27 m n.p.m.

## Historia
Przystanek został otwarty 7 grudnia 1863, przez Compagnie des chemins de fer de l'Ouest.

## Linie kolejowe
- Le Mans – Angers